# Lac Walyormouring
Le Lac Walyormouring (Walyormouring Lake) est un lac d'Australie-Occidentale.

## Géographie
Situé à 297 m d'altitude, à 130 km au nord-ouest de Perth, il constitue une réserve naturelle,.

## Histoire
James Drummond en explore la botanique en 1844.